# Gornji Korićani (Travnik)
Pour les articles homonymes, voir Gornji Korićani.
Gornji Korićani (en cyrillique : Gornji Korićani) est un village de Bosnie-Herzégovine. Il est situé dans la municipalité de Travnik, dans le canton de Bosnie centrale et dans la fédération de Bosnie-et-Herzégovine. Selon les premiers résultats du recensement bosnien de 2013, il compte 67 habitants.
Avant la guerre de Bosnie-Herzégovine, le village faisait entièrement partie de la municipalité de Travnik ; après la guerre, son territoire a été partiellement rattaché à la municipalité de Kneževo, intégrée à la république serbe de Bosnie.

## Démographie

### Évolution historique de la population dans la localité
| 1948 | 1953 | 1961 | 1971 | 1981 | 1991 | 2013 |
| ---- | ---- | ---- | ---- | ---- | ---- | ---- |
| -    | -    | 446  | 568  | 679  | 755  | 67   |

|  |

### Communauté locale
En 1991, Gornji Korićani faisait partie de la communauté locale de Korićani qui comptait 1 412 habitants, répartis de la manière suivante :
| Gornji Korićani; 2013: Population totale 67 habitants |              |              |              |
| Liste d'année                                         | 1991.        | 1981.        | 1971.        |
| Croates                                               | 754 (99,87%) | 665 (97,94%) | 568 (100,0%) |
| Serbes                                                |              | 3 (0,442%)   |              |
| Yougoslaves                                           |              | 5 (0,736%)   |              |
| Inconnus/autres                                       | 1 (0,132%)   | 6 (0,884%)   |              |
| Totale                                                | 755          | 679          | 568          |

,